# Pergine Valsugana
Pergine Valsugana est une commune italienne d'environ 21 000 habitants située dans la province autonome de Trente dans la région du Trentin-Haut-Adige dans le nord-est de l'Italie.

## Histoire

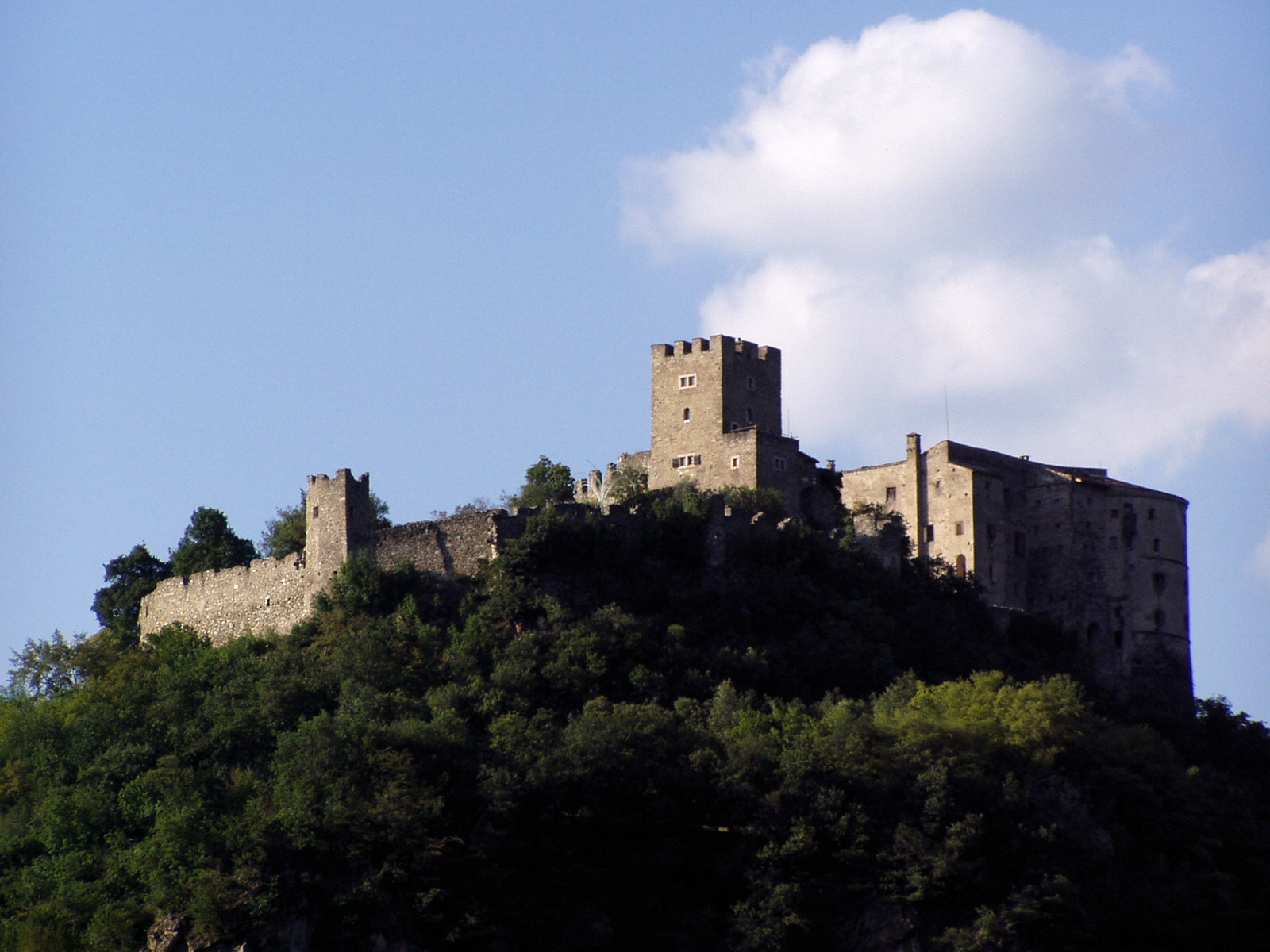
Castel Pergine.

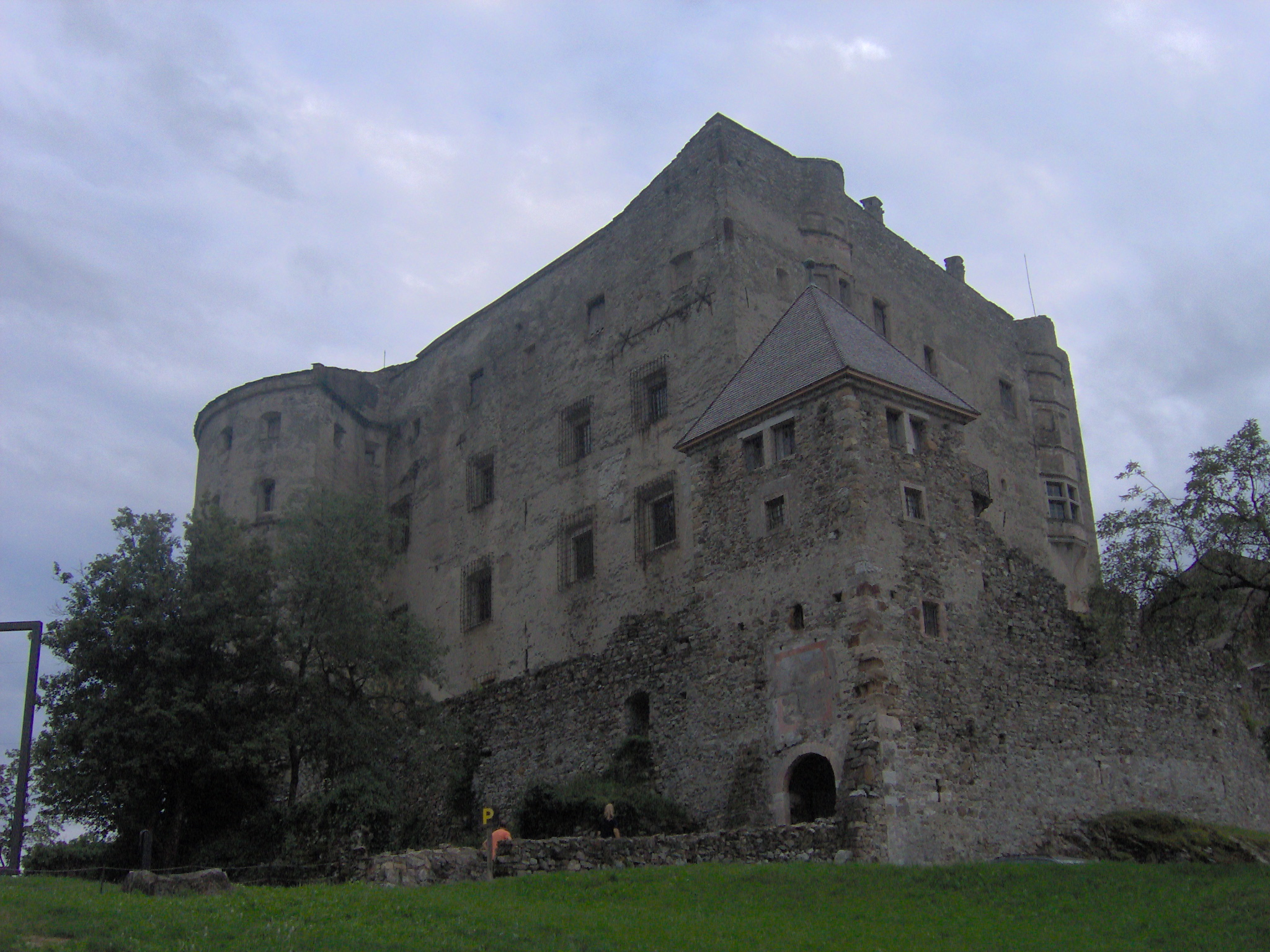
Castel Pergine - La partie la plus ancienne.

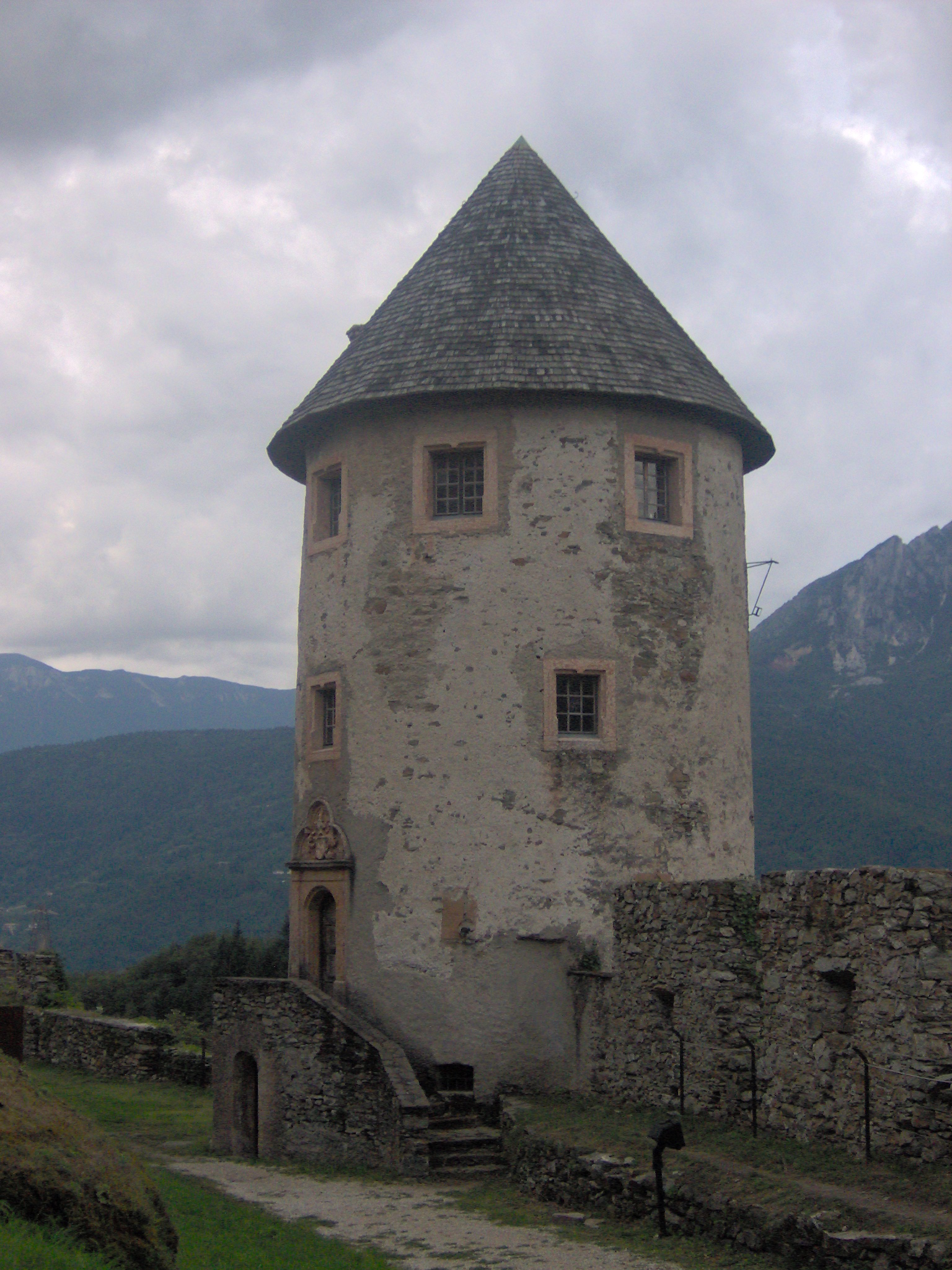
Une des tours d'enceinte.

Giacomo Casanova y séjourna les 6 et 7 novembre 1756, quelques jours après sa fuite de la prison vénitienne des Plombs.

## Administration
| Période                                  | Période  | Identité      | Étiquette    | Qualité |
| ---------------------------------------- | -------- | ------------- | ------------ | ------- |
| 9 mai 2005                               | En cours | Renzo Anderle | Lista Civica |         |
| Les données manquantes sont à compléter. |          |               |              |         |

### Hameaux
Canale, Canezza, Canzolino, Cirè, Costasavina, Ischia, Madrano, Nogaré, San Cristoforo al Lago, Santa Caterina, Serso, Susa, Roncogno, Valcanover, Viarago, Vigalzano, Visintainer, Zivignago, Masetti, Zava, Fontanabotte, Assizi. 

### Communes limitrophes
Les communes limitrophes sont  Altopiano della Vigolana, Baselga di Piné, Bosentino, Calceranica al Lago, Caldonazzo, Civezzano, Fornace, Frassilongo, Levico Terme, Novaledo, Sant'Orsola Terme, Tenna, Trente et Vignola-Falesina.

### Évolution démographique
Habitants recensés

## Jumelages
- Amstetten (Autriche) depuis 1999
- Pergine Valdarno (Italie)